# Arsina silenalis
Espèce
Synonymes
- Hypena glyptalis Mabille, 1880
- Arsina glyptalis
- Hypospila nigropicta Heyden, 1891
- Arsina nigropicta

Arsina silenalis est une espèce de lépidoptères (papillons) de la famille des Erebidae. On la trouve à La Réunion, à Aldabra et à Madagascar.